# نیارش
نیارش
عبارت است از شناختِ کمیت و کیفیت نیروی مصالح ساختمانی و معماری سنتی ایران. در نیارش از عنصری به نام پیمون که وسیله‌ای برای سهولت در کار و جهت دادن به تمامی اندازه‌های نیارش بوده است، استفاده می‌شده است.
واژه نیارش در معماری گذشته ایران بسیار بکار می‌رفته است. نیارش به دانش ایستایی،  فن ساختمان و ساختمایه (مصالح) شناسی گفته می‌شده است.